# Jean-Louis Giraud-Soulavie
Jean-Louis Giraud-Soulavie, né à Largentière le 8 juillet 1752 et mort à Paris le 11 mars 1813, est un géographe, géologue, volcanologue, diplomate et historien français.
Il est l'auteur d'une des seules descriptions des effets sur le climat en France de l'éruption en Islande en juin 1783 du volcan du Laki, qui a envoyé dans l'atmosphère au-dessus de l'Europe une quantité si grande de cendres volcaniques que la température générale a baissé de plusieurs degrés, provoquant une mini-glaciation et une disette en Europe pendant quelques années.
Il a pris une part active à la Révolution française. Il est resté célèbre pour avoir publié un certain nombre de livres, de mémoires et de correspondances parfois apocryphes, souvent dans le but de critiquer les institutions et les personnalités de l'Ancien Régime.

## Biographie
Né dans une famille de bourgeoisie rurale originaire d'Antraigues-sur-Volane, Soulavie fait ses études à Avignon au collège Saint-Nicolas et au séminaire du Saint-Esprit (1771-1776). Ordonné prêtre en 1776, il devient vicaire à Antraigues, puis curé de Sept-Vents (1787), dans le diocèse de Bayeux, et vicaire général du diocèse de Châlons (1788), où il ne réside pas.

### Géologue
Il publie des études d'histoire naturelle, son œuvre majeure étant une Histoire naturelle de la France méridionale, prévue en sept volumes (1780-1784). Elle lui vaut le titre de membre correspondant de l’Académie royale des inscriptions de Paris, ainsi que des Académies de Saint-Pétersbourg et de Hesse-Cassel. Cependant, il estime dans cet ouvrage l'âge de la Terre à plusieurs centaines de millions d'années, chiffre le plus énorme avancé jusque-là. Divisant l'histoire des terrains sédimentaires en cinq époques, il esquisse une théorie transformiste de la flore et de la faune qui, sous l'influence du milieu, se diversifient, se complexifient, se transforment. L'ouvrage de Soulavie est violemment dénoncé par l'abbé Augustin Barruel, qui publie Les Helviennes ou Lettres provinciales en 1781 pour ridiculiser ses idées.

### Historien
En 1784, l'Église, considérant que l'ouvrage contredit la lecture littérale de la Bible, le somme de renoncer à la géologie, et la publication des deux derniers volumes est interdite. Grand collectionneur de manuscrits et d'estampes, il abandonne alors les ouvrages scientifiques à partir de 1785 pour publier, entre 1789 et 1792, puis de nouveau à partir de 1799, des compilations ou éditions de mémoires plus ou moins authentiques.

### Révolutionnaire
Pendant la Révolution française, ayant embrassé les idées nouvelles, il devient membre de la Société des amis de la Constitution et, tout en s’occupant de travaux littéraires, publie des articles politiques dans les différents journaux. Il publie ainsi deux articles dans le Moniteur pour contester au roi le droit de guerre et de paix (2 juillet 1790) et accuser l'abbé de Cîteaux d'avoir fait disparaître depuis janvier 1780 et enfermer dans une cage un de ses religieux, Dom Patouillot, historien de son ordre qu'il avait rencontré à l'abbaye des Chambons en 1776 (4 juillet). En janvier 1791, il rédige l’adresse présentée à l’Assemblée nationale par les prêtres de Saint-Sulpice qui ont prêté serment à la constitution civile du clergé.
Lié avec Chabot, Bazire, l'abbé Grégoire et Collot d'Herbois, il se marie le 31 mai 1792, par un simple contrat sous seing privé, avec Marie-Madeleine, fille de l'avocat et notaire Urbain Mayaud et de Madeleine Tarbouillet née à Largentière le 12 décembre 1774. Devant le refus du prêtre de la paroisse, l'un des vicaires de l'évêque du Calvados Fauchet donne le même jour sa bénédiction nuptiale. Le couple officialise cette union devant l'officier public de la commune de Carrouge le 1er brumaire an II.

### Diplomate à Genève
Le 25 mai 1793, il est nommé par le Conseil exécutif résident de la République française à Genève et en Valais, où il arrive le 3 juillet. Il est en constante communication avec le révolutionnaire genevois Jacques Grenus, qui prône l'annexion de Genève à la France.
En octobre 1793, le pasteur Étienne-Salomon Reybaz, ministre de Genève à Paris, et une délégation de Genevois vient se plaindre de Soulavie auprès du ministère des Affaires étrangères et obtient l'appui de Jacques-René Hébert et de Pierre-Gaspard Chaumette, qui le dénoncent, le 8 novembre, à la tribune des Jacobins. Il est destitué le 6 décembre par arrêté du comité de salut public. Toutefois, l’exécution de cet arrêté est suspendue sur les représentations de Bertrand Barère de Vieuzac, et il reste en poste.
Dénoncé à la Convention après le 9-Thermidor comme un des partisans de Robespierre, il est révoqué par le comité de salut public le 22 fructidor an II (8 septembre 1794) ; son successeur, Pierre Auguste Adet, arrive à Genève le 19 septembre 1794, avec un ordre pour le faire arrêter. Soulavie est enfermé au château de Tournai puis, le lendemain, il est expulsé vers la France, lié et garrotté, et emmené vers Paris sous la garde de quatre gendarmes, où il est incarcéré en la maison Talaru. Après son départ, les clubs insurgés de Genève pillent sa maison. Libéré en 1795, il intente à Jean-Baptiste Treilhard, l'un de ceux qui avaient ordonné son arrestation, un procès en dommages et intérêts relativement à la manière dont ont été saisis ses papiers et ses effets. Jugée en cassation le 13 messidor an VII (1er juillet 1799), la procédure est dénoncée.

### Historien
Le 6 germinal an IV (26 mars 1796), après avoir fait établir un acte établissant la communauté des liens, Soulavie fait établir un nouvel acte de mariage avec son épouse devant l'officier de l'état civil du 11e arrondissement de Paris. Le 24 messidor (12 juillet) suivant naît une fille. En l'an VI, Soulavie achète à Paris, rue de Verneuil, une maison pour 40 000 francs.
Après le Coup d'État du 18 brumaire, les consuls Emmanuel-Joseph Sieyès et Roger Ducos font placer son nom sur une liste de déportation, mais Bonaparte, qui l’avait connu pendant sa mission à Gênes, s’oppose à cette mesure, et dès lors, Soulavie peut se livrer tranquillement à ses travaux littéraires, qui l’occupent tout entier jusqu’à l’époque de sa mort.
Compilateur avisé, si ce n’est scrupuleux, il sauve et rassemble de nombreux documents sur son siècle : mémoires, pseudo-mémoires, correspondances, traités, etc. un grand nombre d’ouvrages. On lui doit des éditions de divers Mémoires de personnes célèbres, dont ceux de Louis François Armand de Vignerot du Plessis de Richelieu, de Jean Frédéric Phélypeaux de Maurepas, par exemple, parfois en partie apocryphes. Il est réputé pour avoir rassemblé, outre de nombreuses estampes, plus de trente pièces et brochures sur l'époque révolutionnaire. Dans son testament, déposé auprès de Me Oudinot-Février, notaire rue du Bac, il laisse à sa fille un héritage de plusieurs centaines de milliers de francs, outre son hôtel particulier de la rue de Verneuil et sa collection.
Sa veuve se remarie le 19 octobre 1816.

## Publications (sélection)
- Histoire naturelle de la France méridionale, chez J. F. Quillau, Mérigot l’aîné, Belin, 7 volumes publiés de 1780 à 1784, lire en ligne (ouvrage numérisé par le SCD de l'université de Strasbourg)
- Chronologie physique des éruptions des volcans éteints de la France méridionale: depuis celles qui avoisinent la formation de la terre, jusques à celles qui sont décrites dans l'histoire, Quillau, 1781.
- Correspondance du cardinal de Tencin, ministre d’État, et de Madame de Tencin sa sœur, avec le duc de Richelieu, sur les intrigues de la Cour de France depuis 1742 jusqu’en 1757, et surtout pendant la faveur des dames de Mailly, de Vintimille, de Lauraguais, de Châteauroux et de Pompadour, (avec Jean-Benjamin de Laborde) 1 vol. in.8, 400 pages (en fait 385 pages qui vont jusqu’en 1744 ; les 15 pages restantes n’ont jamais été publiées), s.l. (Paris), 1790.
- Histoire de la convocation et des élections aux États-Généraux en 1789, pour servir de préliminaire à l'histoire de la révolution, Paris, Lavillette, 1790 (rééd. 1791).
- Mémoires historiques et politiques du règne de Louis XVI depuis son mariage jusqu'à sa mort, Treuttel et Würtz, 1801, 6 vol.
- Mémoires historiques et anecdotes de la cour de France pendant la faveur de la marquise de Pompadour, Arthus-Bertrand, 1802.
- Histoire de la décadence de la monarchie française […], 1803, 3 vol. de texte + 1 Atlas
- La Chronique scandaleuse de Philippe duc d’Orléans, Léopold Collin, Paris, 1809.